# Satélite (cromossomo)
Em citologia e genética, o termo satélite ou zona SAT refere-se a um segmento cromossômico separado do restante do cromossomo por uma constrição secundária subterminal. Além do centrômero, alguns cromossomos podem apresentar uma ou mais constrições secundárias durante a metáfase. A constrição secundária sempre mantém sua posição, então pode ser usada como marcador para identificar cromossomos específicos. Um cromossomo que apresenta satélite é denominado cromossomo satélite ou cromossomo SAT. 
O satélite se localiza entre a constrição secundária e o telômero, correspondendo a cerca de 10% da extensão cromossômica, cujo tamanho é inferior a 1µm. Porém, em alguns casos, ele pode compreender 40% ou mais do tamanho do cromossomo.
Os satélites também estão associados à formação do nucléolo ao final da divisão celular, durante a telófase. O nucléolo, formado por RNAr e proteínas, desaparece durante a divisão. A zona SAT contém múltiplas cópias repetidas do genes ribossômicos para a transcrição do RNAr necessário pelos ribossomos. 
A constrição secundária marca o local conhecido como região organizadora do nucléolo (RON), contém várias cópias dos genes ribossômicos 18S e 28S. A RON permanece ligada ao nucléolo durante a interfase, e os remanescentes nucleolares que permanecem no cromossomo podem fazer com que a fibra de cromatina contendo os genes ribossômicos persista como um fio fino na metáfase. Acredita-se que o aparecimento de constrições secundárias nas RONs seja devido à transcrição do RNAr e/ou características estruturais do nucléolo que impedem a condensação do cromossomo.
1. ↑  Beçak, Willy; Frota-Pessôa, Oswaldo (1968). Introdução à genética médica. [S.l.]: Fundo Editorial Procienx
2. ↑  Guerra, M. dos S. (1988). Introdução à citogenética geral. [S.l.]: Guanabara Koogan
3. ↑  Borges-Osório, Maria R.; Robinson, Wanyce M. (2013). Genética Humana 3 ed. [S.l.]: Artmed Editora. p. 72. ISBN 9788565852906
4. ↑  Ferguson-Smith, M. A. (1 de janeiro de 2013).  Maloy, Stanley; Hughes, Kelly, eds. «Satellite Chromosomes». San Diego: Academic Press (em inglês). 332 páginas. ISBN 978-0-08-096156-9. doi:10.1016/b978-0-12-374984-0.01370-x. Consultado em 27 de setembro de 2020
5. ↑  Pikaard, C. S. (2000). «The epigenetics of nucleolar dominance» 11 ed. Trends in Genetics (em inglês). 16. doi:10.1016/S0168-9525(00)02113-2. Consultado em 27 de setembro de 2020